# Richard Hart
Richard Hart (Toronto, 14 ottobre 1968) è un ex giocatore di curling canadese.

## Biografia
Partecipò all'età di ventinove anni ai XVIII Giochi olimpici invernali edizione disputata a Nagano (Giappone) nel 1998, riuscendo ad ottenere la medaglia d'argento nella squadra canadese con i connazionali Mike Harris, Collin Mitchell, George Karrys e Paul Savage.
Nell'edizione la nazionale svizzera ottenne la medaglia d'oro, la norvegese quella di bronzo.